# 荚状云

荚状云

荚状云（英文名：Lenticular cloud）是一种云形，以透镜形状出现在高空，通常形成于風的吹向。按照种类分为：荚状层积云（Stratocumulus lenticularis，Sc len），荚状高积云（Altocumulus lenticularis，Ac len），莢狀卷積雲（Cirrocumulus lenticularis，Cc len）。

## 形成
当稳定的潮湿空气在山区或山脉间流动时，一系列大型的背风波就可能在顺风方向形成。如果温度在波峰处下降或低于露点，空气中的水分就会凝结，形成荚状云。由于潮湿的空气会流向谷底形成槽波，云就会蒸发成水蒸气。在某些情况下，一连串的荚状云会像洪峰一样连续的波，形成所谓的“波云”。“波系统”造成大规模的空气立式流动，并可能产生足够的水蒸气凝结造成降水。这种云经常被人们误认成为不明飞行物，因为这些云平滑的外观十分类似飞碟。有时，荚状云的边缘会出现亮丽的颜色（被称为华）。

## 图像

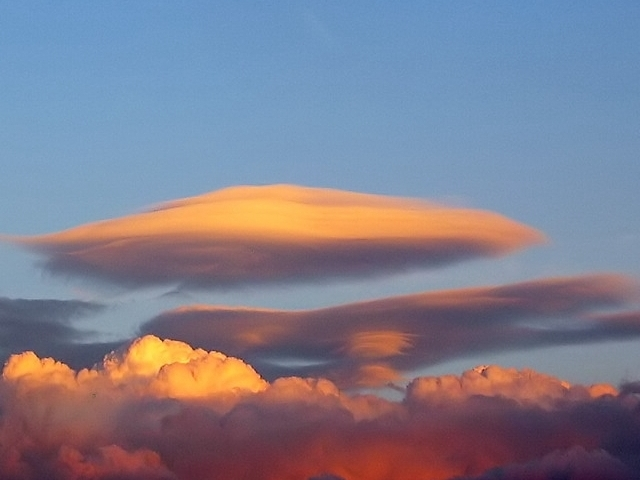
日落时的荚状云
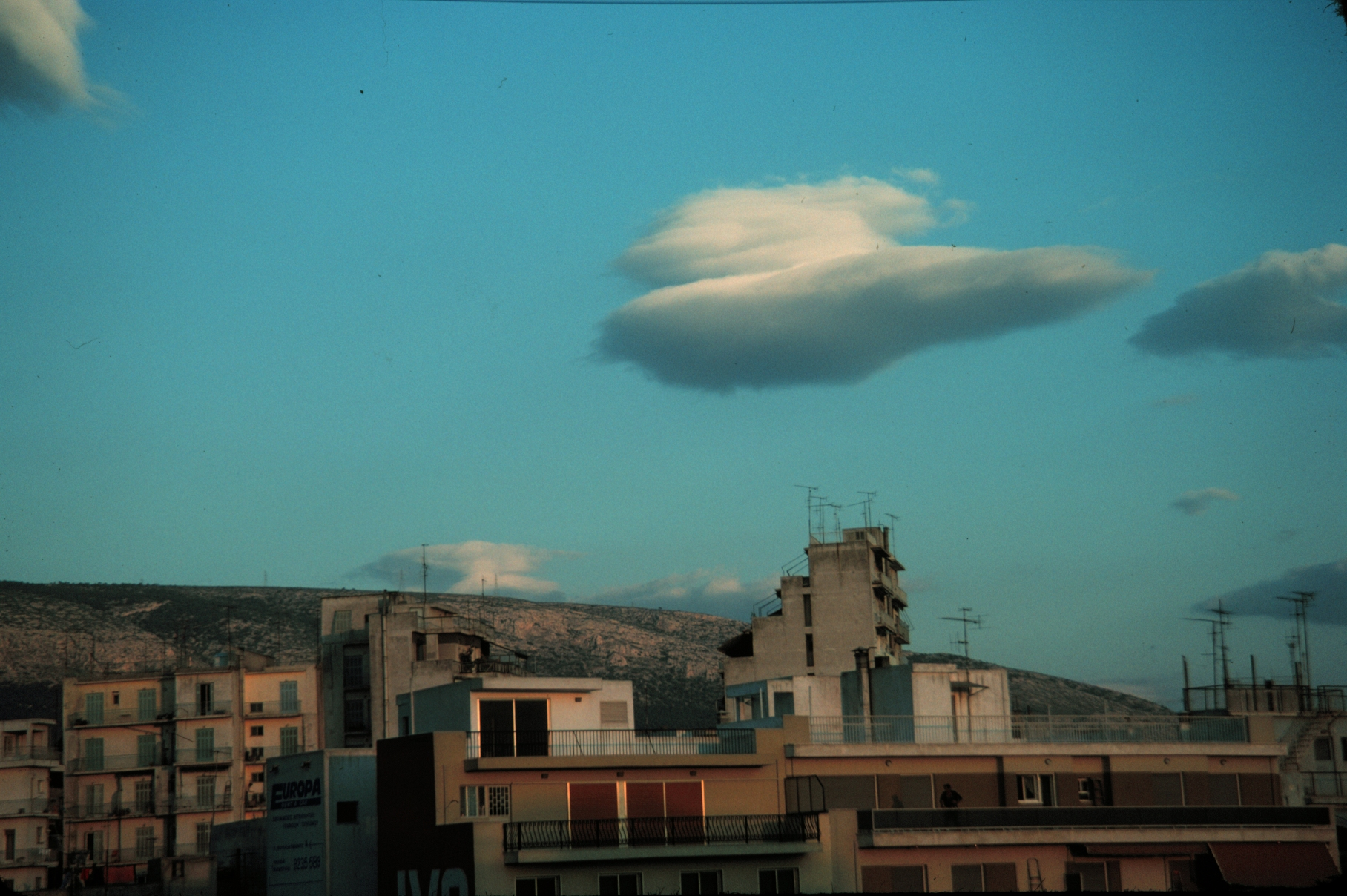
荚状云在住宅区上空出现
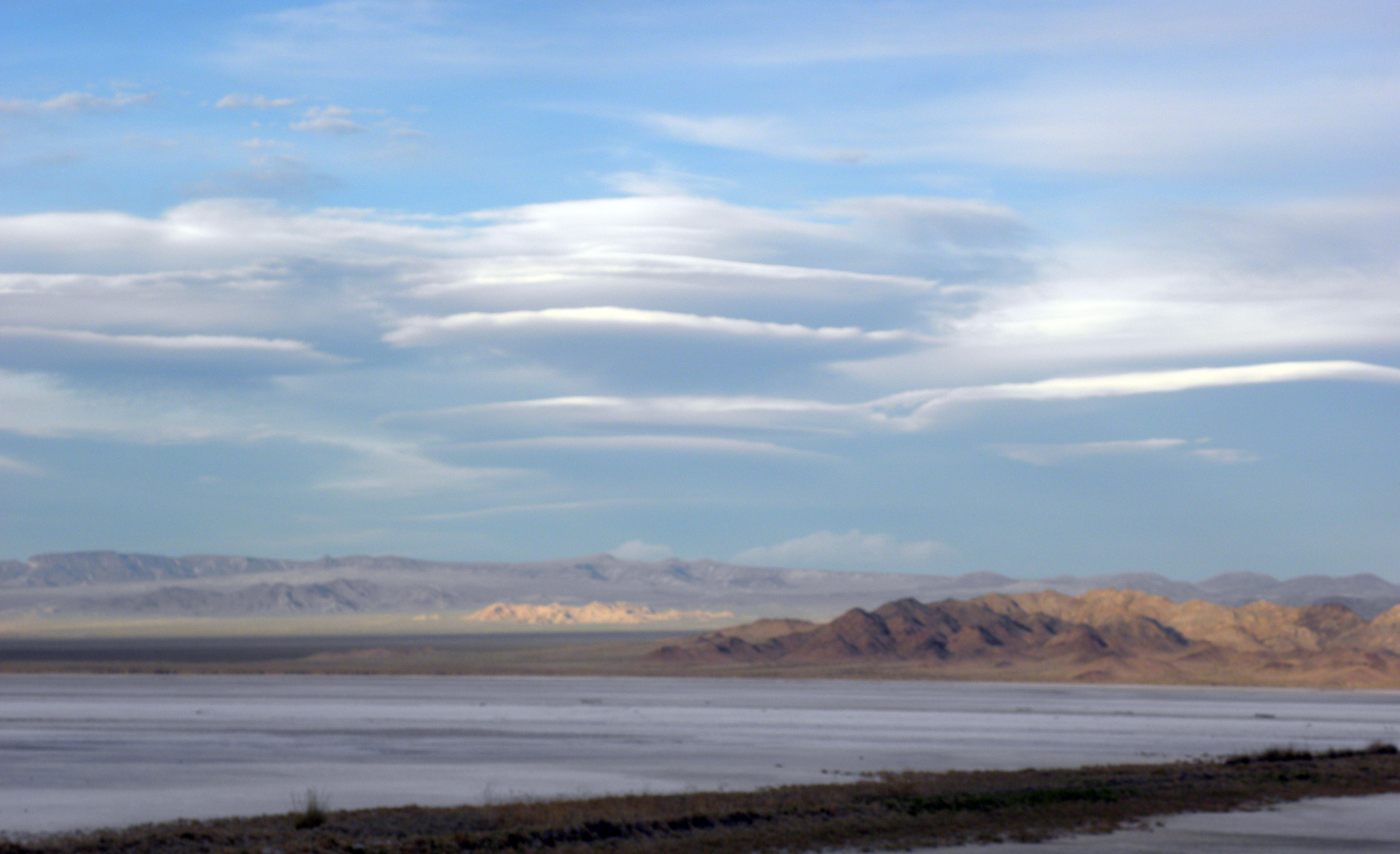